# Aeroportul Zhalantun Chengjisihan
Aeroportul Zhalantun Chengjisihan (în mongolă ᠵᠢᠯᠠᠩ ᠴᠢᠩᠭᠢᠰ ᠬᠠᠭᠠᠨ ᠨᠢᠰᠬᠦ ᠪᠠᠭᠤᠳᠠᠯ; în chineză simplificată⁠(d) 扎兰屯成吉思汗机场) (IATA: NZL, ICAO: ZBZL) este un aeroport din Republica Populară Chineză ce deservește zona Zalantun⁠(d). Aeroportul a fost tranzitat în 2022 de 69.284 de pasageri.
aeroportul dispune de o singură pistă.